# Wólka Tolkowiecka
Wólka Tolkowiecka (deutsch Bormanshof) war ein Ort in der polnischen Woiwodschaft Ermland-Masuren. Seine Ortsstelle gehört zum Bereich der Landgemeinde Płoskinia (Plaßwich) im Powiat Braniewski (Kreis Braunsberg).
Die Ortsstelle von Wólka Tolkowiecka liegt im Nordwesten der Woiwodschaft Ermland-Masuren, 15 Kilometer südöstlich der Kreisstadt Braniewo (Braunsberg).
Der noch vor 1912 als Bormannshof genannte Ort bestand aus einem mittleren Hof. Als eine Landgemeinde wurde er 1874 in den neu errichteten Amtsbezirk Plaßwich (polnisch Płoskinia) im ostpreußischen Kreis Braunsberg, Regierungsbezirk Königsberg, aufgenommen. Im Jahre 1910 zählte Bormannshof 38 Einwohner.
Am 17. Oktober 1928 verlor die Landgemeinde Bormanshof ihre Eigenständigkeit und wurde nach Plaßwich eingemeindet.
Aufgrund der Abtretung des gesamten südlichen Ostpreußen 1945 in Kriegsfolge an Polen, erhielt Bortmanshof die polnische Namensform „Wólka Tolkowiecka“ und ist heute – weil wohl in einem der Nachbarorte aufgegangen – eine nicht mehr offiziell genannte Ortschaft im Verbund der Gmina Płoskinia im Powiat Braniewski, von 1975 bis 1998 der Woiwodschaft Elbląg, seither der Woiwodschaft Ermland-Masuren zugehörig.
Bormanshof war Teil der römisch-katholischen Pfarrei Plaßwich im heutigen Erzbistum Ermland, außerdem der evangelischen Kirche Braunsberg in der Kirchenprovinz Ostpreußen der Kirche der Altpreußischen Union.
Die Ortsstelle von Bormanshof resp. Wólka Tolkowiewcka liegt an einer Nebenstraße, die von Płoskinia (Plaßwich) nach Tolkowiec (Tolksdorf) führt. Bahnanschluss besteht über die Bahnstation Wysoka Braniewska (Hogendorf) an der Bahnstrecke Olsztyn Gutkowo–Braniewo.